# Poplar (Montana)
Poplar è una città degli Stati Uniti d'America situata nel Montana, nella Contea di Roosevelt.